# Iván Szelényi

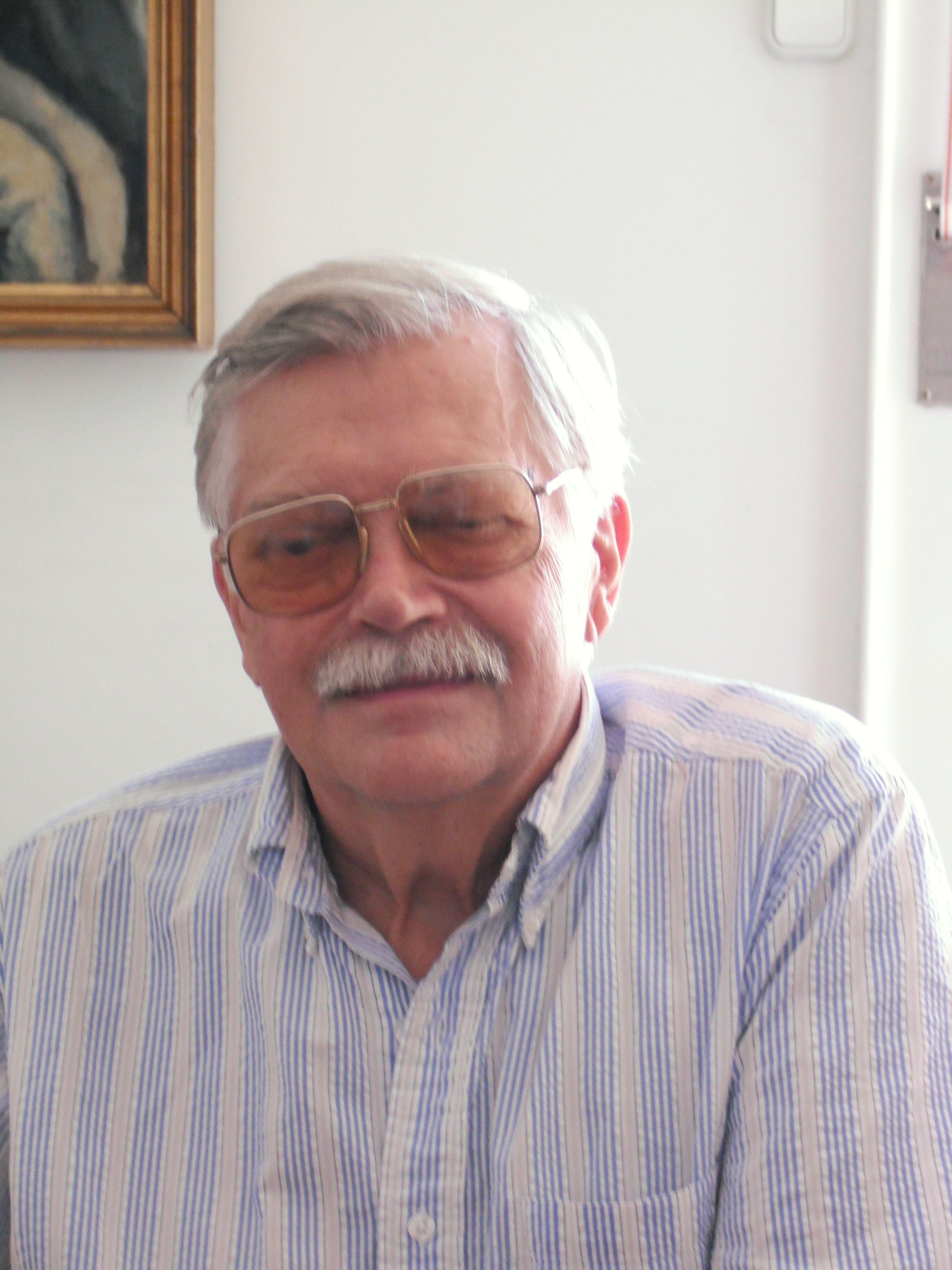
Iván Szelényi

Iván Szelényi (* 17. April 1938 in Budapest) ist ein bekannter ungarischer Soziologe und Dekan der Fakultät für Sozialwissenschaften der New York University Abu Dhabi (NYUAD). Zu Szelényis Forschungsschwerpunkten gehören soziale Ungleichheit, Stratifikation, Armut und Volkszugehörigkeit.

## Ausbildung
1960 erhielt Szelényi einen M.A. in Volkswirtschaftslehre von der Corvinus-Universität Budapest sowie 1973 einen Ph.D. in Philosophie und Soziologie und 1990 einen Dr. Sc. von der Ungarischen Akademie der Wissenschaften.

## Beruflicher Werdegang
Seit 1. Juli 2010 Foundation Dean of Social Sciences, NYUAD:
William Graham Sumner Emeritus Professor of Sociology, Yale University (1999-) Department Chair (1999–2002 und 2008–2009)
Frühere Positionen:
Professor of Sociology, University of California-Los Angeles (1988–1999); Department Chair (1992–95)
Nach seinem Hauptstudium arbeitete Szelényi zunächst als Wissenschaftlicher Mitarbeiter beim Ungarischen Zentralamt für Statistik (1960–1964), bevor er zum Institut für Soziologie der Ungarischen Akademie der Wissenschaften (1965–1967) wechselte. Dort nahm er 1967 die Stelle eines wissenschaftlichen Sekretärs (1967–1970) an, wurde dann jedoch zum Abteilungsleiter für Regionale Soziologie des Instituts befördert (1970–1975). 1975 verließ Szelényi Ungarn für eine Gastprofessur an der University of Kent (England) und folgte anschließend einem Ruf an die Flinders University in Südaustralien (1976–1980), wo er die Stiftungsprofessur für Soziologie und Vorsitzender der Abteilung für Soziologie wurde. Hiernach übernahm Szelényi eine Professur für Soziologie (seit 1985 die Karl Polanyi-Professur für Soziologie) an der University of Wisconsin–Madison (1981–1986), ging jedoch später an die City University of New York (1986–1988), an welcher er zudem Direktor des Center for Social Research und Verantwortlicher für das Soziologieprogramm der dortigen Graduiertenschule wurde. 1988 wechselte Szelényi abermals und wurde Professor für Soziologie an der University of California, Los Angeles (1988–1999), wo er auch vorübergehend Vorsitzender der Abteilung für Soziologie war (1992–1995). 1999 folgte Szelényi einem letzten Ruf an die Yale University, wo er die William Graham Sumner-Professur für Soziologie übertragen bekam und später emeritierte. Schließlich ist Szelényi seit 2010 der Stiftungsdekan der Sozialwissenschaften an der New York University Abu Dhabi.
Daneben arbeitet Szelényi als Redakteur für die European Sociological Review (seit 2000), das Journal of Comparative Family Studies (seit 1969), Social forces (seit 1999), Szociologia Szemle (seit 1991) sowie Theory and Society (seit 1987). In der Vergangenheit war er redaktionell für das American Journal of Sociology (1987–1989), die American Sociological Review, das Australian and New Zealand Journal of Sociology (1983–1986), Easter European Politics and Societies (1989–1999), das International Journal of Urban and Regional Research (1976–1993), Sociological Forum (1987–1992), Szociologia (1972–1973) und Telos (1981–1983) tätig.

## Auszeichnungen und Ehrungen
- Hazám-Preis (2020)[1]
- President’s Award (2009), Ehrenprofessur (2005) und Universitätsprofessur (2002) der Central European University
- Ehrenbürger der Stadt Budapest (2008)
- Széchenyi-Preis (2006)
- Karl Polanyi-Preis für die beste akademische Veröffentlichung des Jahres des Ungarischen Soziologischen Verbands (2005)
- Ehrendoktor (Dr.rer.pol.h.c.) der Friedrich-Alexander-Universität Erlangen-Nürnberg (2003)
- Mitglied der American Academy of Arts and Sciences (2000)[2]
- Ehrendoktor der Flinders University (1997)
- Luckmann Distinguished Teaching Award der University of California, Los Angeles (1997)
- Mitglied (1995) und korrespondierendes Mitglied (1990) der Ungarischen Akademie der Wissenschaften
- Ehrendoktor der Corvinus-Universität Budapest (1992)
- C. W. Mills Buchpreis (1989)[3]

## Persönliches
Iván Szelényi ist mit Valeria Vanilia Majoros verheiratet, mit welcher er drei Kinder hat. Szelényi besitzt die US-Staatsbürgerschaft, wohnt allerdings derzeit in Abu Dhabi.

## Veröffentlichungen

### Bücher
- Tamas Kolosi, Iván Szelényi: How to become a billionaire. Corvina Publishing House, Budapest 2010.
- Iván Szelényi: Essays on Socialism, Post-communism and the New Class. Academy Press, Beijing 2010.
- Janos Ladanyi, Iván Szelényi: Patterns of Exclusion. Columbia University Press, 2006.
- Larry King, Iván Szelényi: Theories of the New Class – Intellectuals and Power. Minnesota University Press, 2004.
- Gil Eyal, Iván Szelényi, Eleanor Townsley: Making Capitalism without Capitalists. VERSO, London 1998.
- Iván Szelényi: Social Conflicts of Post-communist Transitions. Institute of Political Science, Hungarian Academy of Sciences, Budapest 1992.
- Iván Szelényi: The New Class, State and Politics. Europa Kiadó, Budapest 1990.
- Pál Juhász, Bálint Magyar, Robert Manchin, Bill Martin, Iván Szelényi: Socialist Entrepreneurs: Embourgeoisement in Rural Hungary. University of Wisconsin Press, Madison 1988.
- Iván Szelényi: Urban Inequalities under State Socialism. Oxford University Press, Oxford 1983.
- G. Konrad, Iván Szelényi: The Intellectuals on the Road to Class Power. Harcourt, Brace and Jovanovich, New York 1979.
- G. Konrad, Iván Szelényi: Az uj lakótelepek szociologiai problémái. Akadémiai Kiadó, Budapest 1969. (nur auf Ungarisch veröffentlicht)
- F. Nemes, Iván Szelényi: A lakohely, mint közösség. Akadémiai Kiadó, Budapest 1967. (nur auf Ungarisch veröffentlicht).